# スタニスラブ・レニタ
スタニスラブ・レニタ（Stanislav Renita、1992年9月26日 - ）は、モルドバ共和国の男性キックボクサー。バサラベアスカ出身。Lion Club所属。

## 来歴
2013年12月14日、KOK WORLD SERIES 2013でザカリア・ゾウガリーと対戦し判定負け。
2014年12月20日、KOK Eagle Series 2014でデニス・ウォーシックと対戦しKO負け。
2016年6月24日、K-1 WORLD GP 2016 IN JAPAN ～-65kg世界最強決定トーナメント～に参戦。1回戦で山崎秀晃と対戦し判定負け。
2016年11月5日、GLORY 35でペットパノムルン・ギャットムー9と対戦。ムエタイのラジャダムナン・スタジアムで6位、ルンピニー・スタジアムで7位にランキングされていたペットパノムルン(2016年時点)に対し、判定まで持ち込んだが敗れた。
2019年7月27日、武林風でフー・ヤーフェイと対戦し延長判定勝ち。
2019年9月28日、武林風でアンドレ・ブルールと対戦し判定負け。
2019年11月30日、武林風でリュウ・ヤニンと対戦し判定負け。

## 獲得タイトル
- GALA LEILOR 2010-2012王者